# Стремци
Стремци (болг. Стремци) — село в Болгарии. Находится в Кырджалийской области, входит в общину Кырджали. Население составляет 605 человек.

## Политическая ситуация
В местном кметстве Стремци, в состав которого входит Стремци, должность кмета (старосты) исполняет Кямил Хасан Кямил (Движение за права и свободы (ДПС)) по результатам выборов правления кметства.
Кмет (мэр) общины Кырджали — Хасан Азис (Движение за права и свободы (ДПС)) по результатам выборов в правление общины.

## Знаменитые уроженцы
- Исмаил Юсеинов (р.1948) — борец, чемпион Европы, призёр чемпионатов мира